# Ea Bia
Ea Bia là một xã thuộc huyện Sông Hinh, tỉnh Phú Yên, Việt Nam.

## Địa lý
Xã Ea Bia cách thị trấn Hai Riêng 2 km, cách thành phố Tuy Hòa khoảng 60 km, có vị trí địa lý:
- Phía đông giáp xã Đức Bình Đông
- Phía tây giáp thị trấn Hai Riêng
- Phía nam giáp xã Ea Trol
- Phía bắc giáp xã Đức Bình Tây.

Xã Ea Bia có diện tích 26,59 km², dân số năm 1999 là 1.882 người, mật độ dân số đạt 71 người/km².

## Hành chính
Xã Ea Bia được chia thành 7 buôn: Dành A, Dành B, Dôn Chách, Hai Klốc, Krông, Ma Sung, Nhum.

## Lịch sử
Giai đoạn 1970 – 1975, xã Ea Bia thuộc huyện Tây Nam, tỉnh Phú Yên.
Giai đoạn 1975 – 1984, xã Ea Bia thuộc huyện Tây Sơn, tỉnh Phú Khánh.
Giai đoạn 1984 – 1989, xã Ea Bia thuộc huyện Sông Hinh, tỉnh Phú Khánh.
Năm 1984, chia huyện Tây Sơn thành huyện Sông Hinh và huyện Sơn Hòa. Xã Ea Bia thuộc huyện Sông Hinh.
Ngày 27 tháng 3 năm 1989, xã Ea Bia bị chia thành hai đơn vị hành chính lấy tên là xã Ea Bia và thị trấn Hai Riêng - thị trấn huyện lỵ huyện Sông Hinh.
Ngày 30 tháng 6 năm 1989, khi tỉnh Phú Yên được tái lập từ tỉnh Phú Khánh cũ thì xã Ea Bia thuộc huyện Sông Hinh, tỉnh Phú Yên.

## Xã hội
Trên địa bàn của xã Ea Bia, có trường Mẫu giáo Ea Bia, trường Tiểu học Ea Bia và trường Trung học Cơ sở Ea Bia để phục vụ cho việc đi học của học sinh. Ngoài ra, ở trên địa bàn xã Ea Bia còn trường Mầm non tư nhân Ban Mai.
Trên địa bàn của xã Ea Bia đã xây dựng trạm y tế để phục vụ cho người dân về khám chữa bệnh và cấp thuốc, và các hoạt động khác liên quan đến y tế.

## Giao thông
Xã Ea Bia nằm trên trục đường quốc lộ 29 và quốc lộ 19C đi huyện M'Đrăk, tỉnh Đăk Lăk.